# Phú Lương (phường)
Phú Lương là một phường thuộc thành phố Hà Nội, Việt Nam.

## Địa lý
Địa giới hành chính phường Phú Lương:
- Phía Đông tiếp giáp các xã Đại Thanh, Bình Minh (ranh giới đi đường giao thông quy hoạch - ranh giới cấp huyện cũ)
- Phía Tây tiếp giáp phường Dương Nội, Yên Nghĩa (đi theo ranh giới cấp xã cũ)
- Phía Nam tiếp giáp xã Bình Minh (đi theo ranh giới cấp huyện cũ)
- Phía Bắc tiếp giáp phường Kiến Hưng (đi theo ranh giới cấp xã hiện nay và đường sắt Hà Đông)

## Lịch sử
Trước đây, Phú Lương là một xã thuộc huyện Thanh Oai.
Ngày 23 tháng 9 năm 2003, Chính phủ ban hành Nghị định 107/2003/NĐ-CP. Theo đó, chuyển toàn bộ 694,36 ha diện tích tự nhiên và 15.378 người của xã Phú Lương về thị xã Hà Đông quản lý.
Ngày 27 tháng 12 năm 2006, xã Phú Lương thuộc thành phố Hà Đông mới thành lập.
Ngày 8 tháng 5 năm 2009, Chính phủ ban hành Nghị quyết 19/NQ-CP. Theo đó, thành lập quận Hà Đông trên cơ sở toàn bộ diện tích, dân số của quận Hà Đông và thành lập phường Phú Lương thuộc quận Hà Đông trên cơ sở toàn bộ diện tích, dân số của xã Phú Lương.
Sau khi thành lập, phường Phú Lương có 671,66 ha diện tích tự nhiên, dân số là 17.581 người.
Ngày 16 tháng 6 năm 2025, Quốc hội Việt Nam quyết định sắp xếp toàn bộ diện tích tự nhiên, quy mô dân số của phường Phú Lãm, một phần diện tích tự nhiên, quy mô dân số của phường Kiến Hưng, phường Phú Lương (quận Hà Đông cũ), xã Cự Khê (huyện Thanh Oai cũ) và xã Hữu Hòa (huyện Thanh Trì cũ) thành phường mới có tên gọi là phường Phú Lương.